# Campeonato Sudamericano de Voleibol Femenino Sub-18 de 2014
El XIX Campeonato Sudamericano de Voleibol Femenino Sub-18 se celebró del 2 al 6 de julio de 2014 en la ciudad de Tarapoto, Perú. Las selecciones compitieron por dos cupos para el Campeonato Mundial de Voleibol Femenino Sub-18 de 2015.

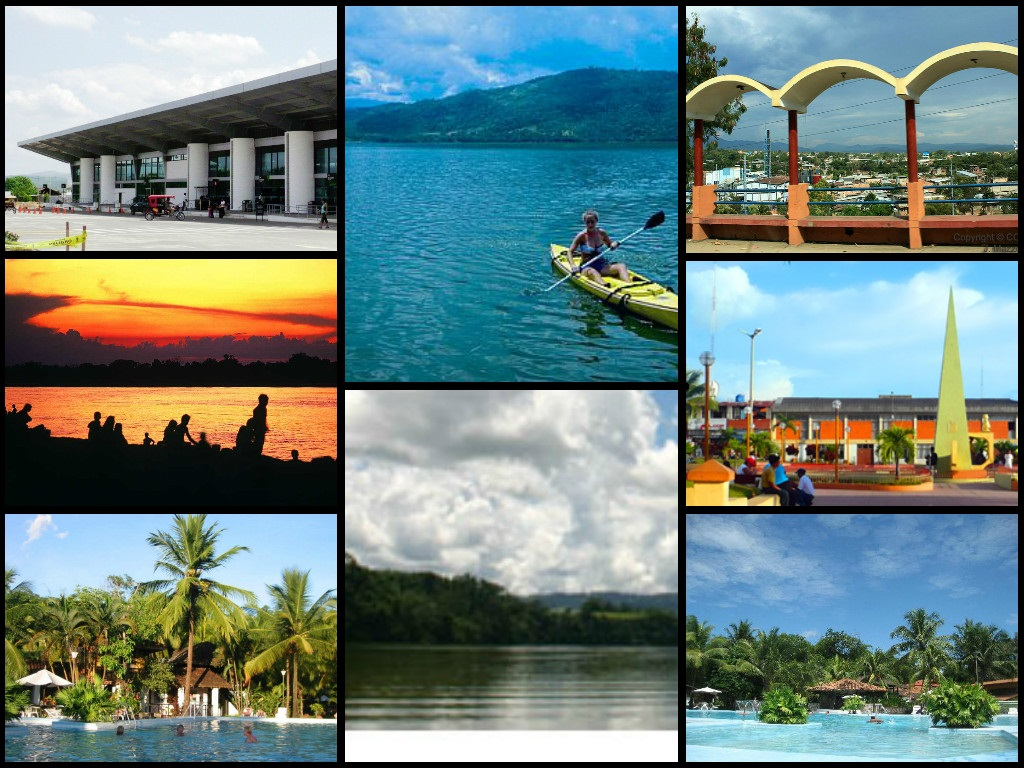
Tarapoto Sede de la XIX edición del Campeonato Sudamericano de Voleibol Femenino Sub-18

## Equipos participantes
- Argentina
- Brasil
- Chile
- Colombia
- Perú (local)
- Uruguay

## Resultados
- Las horas indicadas corresponden al huso horario local de Perú (Tiempo del este – ET): UTC-5

### Grupo único
– Clasificado al Campeonato Mundial de Voleibol Femenino Sub-18 de 2015.
     – Clasificado al Campeonato Mundial de Voleibol Femenino Sub-18 de 2015 por ser país anfitrión.
|     |           |     | Partidos | Partidos | Partidos | Sets | Sets | Sets  | Puntos | Puntos | Puntos |
| Pos | Equipo    | Pts | PJ       | PG       | PP       | SG   | SP   | Ratio | PG     | PP     | Ratio  |
| --- | --------- | --- | -------- | -------- | -------- | ---- | ---- | ----- | ------ | ------ | ------ |
| 1   | Brasil    | 15  | 5        | 5        | 0        | 15   | 2    | 7.500 | 414    | 319    | 1.298  |
| 2   | Argentina | 11  | 5        | 4        | 1        | 13   | 6    | 2.167 | 431    | 327    | 1.318  |
| 3   | Perú      | 9   | 5        | 3        | 2        | 9    | 7    | 1.286 | 343    | 338    | 1.015  |
| 4   | Colombia  | 6   | 5        | 2        | 3        | 8    | 11   | 0.727 | 386    | 407    | 0.948  |
| 5   | Chile     | 4   | 5        | 1        | 4        | 8    | 12   | 0.667 | 406    | 440    | 0.923  |
| 6   | Uruguay   | 0   | 5        | 0        | 5        | 0    | 15   | 0.000 | 226    | 375    | 0.603  |

| Fecha      | Hora  | Partido   | Partido   | Partido   | Sets  | Sets  | Sets  | Sets  | Sets  | Puntuación total | Reporte |
| Fecha      | Hora  |           | Resultado |           | 1     | 2     | 3     | 4     | 5     | Puntuación total | Reporte |
| ---------- | ----- | --------- | --------- | --------- | ----- | ----- | ----- | ----- | ----- | ---------------- | ------- |
| 2 de julio | 14:00 | Argentina | 3–1       | Chile     | 25-23 | 25-16 | 22-25 | 25-13 |       | 97 – 77          |         |
| 2 de julio | 16:30 | Brasil    | 3–0       | Colombia  | 25-16 | 25-23 | 25-23 |       |       | 75 – 62          |         |
| 2 de julio | 19:00 | Perú      | 3–0       | Uruguay   | 25-20 | 25-11 | 25-08 |       |       | 75 – 39          |         |
| 3 de julio | 14:00 | Brasil    | 3–1       | Chile     | 25-16 | 25-20 | 21-25 | 25-10 |       | 96 – 71          |         |
| 3 de julio | 16:30 | Argentina | 3–0       | Uruguay   | 25-10 | 25-10 | 25-16 |       |       | 75 – 36          |         |
| 3 de julio | 19:00 | Perú      | 3–0       | Colombia  | 25-20 | 25-22 | 25-23 |       |       | 75 – 65          |         |
| 4 de julio | 14:00 | Colombia  | 3–0       | Uruguay   | 25-15 | 25-13 | 25-21 |       |       | 75 – 49          |         |
| 4 de julio | 16:30 | Brasil    | 3–1       | Argentina | 25-15 | 25-15 | 18-25 | 25-20 |       | 93 – 75          |         |
| 4 de julio | 19:00 | Perú      | 3–1       | Chile     | 27-25 | 17-25 | 25-18 | 25-16 |       | 94 – 84          |         |
| 5 de julio | 14:00 | Colombia  | 3–2       | Chile     | 25-17 | 15-25 | 25-19 | 23-25 | 15-13 | 103 – 99         |         |
| 5 de julio | 16:30 | Brasil    | 3–0       | Uruguay   | 25-18 | 25-21 | 25-13 |       |       | 75 – 52          |         |
| 5 de julio | 19:00 | Perú      | 0–3       | Argentina | 10-25 | 13-25 | 17-25 |       |       | 40 – 75          |         |
| 6 de julio | 14:00 | Chile     | 3–0       | Uruguay   | 25-15 | 25-14 | 25-21 |       |       | 75 – 50          |         |
| 6 de julio | 16:30 | Argentina | 3–2       | Colombia  | 22-25 | 22-25 | 25-12 | 25-14 | 15-05 | 109 – 81         |         |
| 6 de julio | 19:00 | Perú      | 0–3       | Brasil    | 17-25 | 20-25 | 22-25 |       |       | 59 – 75          |         |

## Posiciones finales
| \| Pos \| Equipo \| \| --- \| --------- \| \| \| Brasil \| \| \| Argentina \| \| \| Perú \| \| 4 \| Colombia \| \| 5 \| Chile \| \| 6 \| Uruguay \| | Campeón Brasil 15º Título |
| Pos | Equipo                    |
| | Brasil                    |
| | Argentina                 |
| | Perú                      |
| 4 | Colombia                  |
| 5 | Chile                     |
| 6 | Uruguay                   |

## Clasificados al Mundial 2015
| Bandera de Brasil | Bandera de Argentina | Bandera de Perú |
| Brasil            | Argentina            | Perú sede       |
| ----------------- | -------------------- | --------------- |

## Distinciones individuales
Fuente: CSV
| Distinción        | Nombre                | Equipo    |
| ----------------- | --------------------- | --------- |
| MVP               | Beatriz Carvalho      | Brasil    |
| Mejor Armadora    | Amanda Sehn           | Brasil    |
| Mejor Opuesta     | Katherine Regalado    | Perú      |
| 1.ª Mejor Central | Candelaria Herrera    | Argentina |
| 2.ª Mejor Central | María Paula Caraballo | Colombia  |
| 1.ª Mejor Punta   | Adriana Durán         | Colombia  |
| 2.ª Mejor Punta   | Anahí Tosi            | Argentina |
| Mejor Líbero      | Valentina González    | Argentina |